# Visconde de Cidrais
Visconde dos Cidraes é um título nobiliárquico criado por Dom Carlos I de Portugal, por Decreto de 27 de Novembro de 1894, em favor de Adolfo Augusto Juzarte Rolo.

## Viscondes dos Cidraes
Titulares
1. Adolfo Augusto Juzarte Rôlo, 1.° Visconde dos Cidraes.
Descendente dos Rollo de Marvão e dos Vellez/Avillez e Juzarte de Campos de Alegrete, era filho de Joaquim António Rollo e de sua mulher e prima D. Rosa Joaquina Juzarte, neto paterno de Vicente Ferreira Rollo e de sua mulher D. Isabel da Estrella Minna, e neto materno de Manoel Braz Juzarte e sua mulher D. Theodora Joaquina. Era bisneto de Braz Juzarte e trineto de Pedro Juzarte de Campos. Casou com D. Maria Augusta Gomes Nunes de Avilez, de uma abastada família de Portalegre, filha de Luís Xavier Nunes de Avilez (Portalegre, São Lourenço, 14 de Maio de 1824 – ?) e de sua mulher D. Maria Teresa Gomes (Portalegre, São Lourenço, 3 de Novembro de 1859). Nasceu “Joaquim António”, nome que mais tarde mudou, e era irmão de Manuel Braz Juzarte Rôlo, Maria da Conceição Juzarte Rôlo (casada com José António Ferreira), Maria Teodora Juzarte Rôlo (casada com Jerónimo José de Andrade Sequeira, médico e por três vezes Governador-Civil do distrito de Portalegre) e Maria da Estrela Juzarte Rôlo (solteira e S. G.).
Foi Bacharel em Medicina pela Faculdade de Medicina da Universidade de Coimbra e exerceu a profissão em Portalegre, onde foi Diretor do Hospital, Presidente da Câmara Municipal, Reitor do Liceu, Juiz Substituto e Governador Civil do Distrito. Foi prestigiado homem da cidade de Portalegre e próximo de João Franco, participando no governo deste último.
O título de 1.° Visconde dos Cidraes foi-lhe concedido, em duas vidas, por Decreto de Dom Carlos I de Portugal de 27 de Novembro de 1894.
Teve, com sua mulher, um filho:
Carlos Alberto Nunes de Avilez Juzarte Rôlo (Portalegre, 25 de Julho de 1884 – Lisboa, 21 de Fevereiro de 1949).
Após a Implantação da República Portuguesa, e com o fim do sistema nobiliárquico, usou o título: 
2. Carlos Alberto Nunes de Avilez Juzarte Rôlo, que usou o título de 2.° Visconde dos Cidraes, por verificação do Rei Dom Manuel II, em 17 de Maio de 1909.
Filho de Adolfo Augusto Juzarte Rollo, 1.° Visconde dos Cidraes, e de sua mulher D. Maria Augusta Nunes de Avilez. Casou com D. Dorinda Augusta da Cunha e Valle, sem geração.
Foi Bacharel em Direito pela Faculdade de Direito da Universidade de Coimbra, exerceu a Advocacia em Portalegre, onde presidiu à Junta Geral do Distrito e foi Professor do Liceu e Juiz do Tribunal de Acidentes de Trabalho. Transitou para idênticas funções em Beja e Lisboa e ingressou como Funcionário no Tribunal da Relação de Lisboa. Foi também Governador Civil do Distrito de Portalegre.
Teve dois filhos com D. María del Olvido Matamoro y Solís, espanhola (Tineo, 27 de Setembro de 1890 – ?), filha de Eduardo Matamoro y García e de sua mulher (11 de Abril de 1887) D. Valentina Solís y Fernández:
1. Adolfo Augusto Matamoro Juzarte Rôlo (Figueira da Foz, 6 de Agosto de 1916 – Portalegre, 17 de Agosto de 1996), com descendência, por onde segue.
2. D. Maria Gioconda Matamoro Juzarte Rôlo (Figueira da Foz, Buarcos, 19 de Setembro de 1918 – ?), casada em Portalegre, São Lourenço, 24 de Junho de 1940 com João Augusto da Silveira Tavares (Portalegre, Sé, 22 de Setembro de 1908 – Portalegre, São Lourenço, 20 de Novembro de 1984), filho de Augusto César de Oliveira Tavares (Portalegre, 19 de Setembro de 1876 – Portalegre, 14 de Fevereiro de 1945), e de sua mulher (3 de Outubro de 1901) D. Amélia Augusta do Rosário da Silveira, com geração. 
Foram os Juzarte Rolo proprietários em Portalegre do Palácio dos Viscondes dos Cidraes (de 1766), na Rua 5 de Outubro (antiga Rua Direita), de onde se destaca a decoração exterior em estilo rococó, da Quinta de Santo Antoninho, nos Cidraes e cercada pelos muros e portão do Convento de Santo António (de 1785), e das herdades de Cidraes de Cima e Cidraes de Baixo na Serra de São Mamede.  

## Representantes do título em República
Com o fim da Monarquia, a Implantação da República Portuguesa e o termo do sistema nobiliárquico, são pretendentes ao seu uso:
1. Adolfo Augusto Matamoro Juzarte Rôlo (filho do 2.° Visconde), n. Figueira da Foz, São Julião da Figueira da Foz a 06.08.1916, m. Lisboa a 17.08.1996, médico de clínica geral. Casado, na Quinta de São Miguel das Encostas (Sassoeiros, Carcavelos), com D. Isabel Maria da Conceição de Sampayo d'Albuquerque d'Orey (dos Viscondes do Cartaxo). Filha de Vasco Jara d'Albuquerque d'Orey (neto paterno de Augusto Guilherme Eduardo Hector Achilles Artur Solms Solms d'Orey, bisneto paterno de Luís da Silva Mouzinho de Albuquerque), Oficial da Ordem da Legião de Honra, Cavaleiro da Ordem de Orange-Nassau, vereador da Câmara Municipal de Lisboa, presidente da Orey Antunes S.A., fundador e administrador dos Estaleiros Navais de Viana do Castelo; e de sua mulher e prima direita D. Maria Manuela Teixeira de Sampayo d'Albuquerque d'Orey (dos Viscondes do Cartaxo), (trineta materna de Luís Teixeira de Sampayo, 1.° Visconde do Cartaxo). Irmã de Dona Maria Manuela d'Albuquerque d'Orey, casada com Dom Diogo de Sousa e Holstein Manoel, 7.° Marquês de Tancos e 14.° Conde de Atalaia, e de Dona Maria João d'Albuquerque d'Orey, casada com Dom Vasco Maria de Figueiredo Cabral da Camara, 6.° Conde de Belmonte. C. G.:
2. Carlos Alberto d'Orey Juzarte Rôlo (filho dos anteriores), n. Lisboa, Santos-o-Velho a 12.07.1946, Comandante-de-Mar-e-Guerra da Marinha Portuguesa, veterano da Guerra d'África. Casado, na Quinta da Capucha (Almoçageme, Colares), com D. Maria Luísa da Camara Cyrne de Carvalho (dos Viscondes de Chancelleiros, dos Condes de Belmonte). Filha de António Cyrne do Casal-Ribeiro de Carvalho (dos Viscondes de Chancelleiros) (filho de António do Casal-Ribeiro de Carvalho, este neto paterno de Manuel António de Carvalho, 1.° Barão de Chancelleiros, neto materno de José Maria Caldeira do Casal-Ribeiro, 1.° Conde de Casal-Ribeiro, irmão de D. Maria da Conceição do Casal-Ribeiro de Carvalho, casada com Francisco Caldeira Cid Leitão Pinto de Albuquerque, 2.° Conde da Borralha, e de sua mulher D. Maria Luiza d'Almada e Lancastre Guedes Infante de Sousa Cyrne, esta trineta materna de Nuno Tristão Infante de Sequeira Correia da Silva de Carvalho, 10.° Senhor da Torre da Murta, bisneta materna de Dom António José de Almada Melo Velho e Lancastre Carvalho Fonseca Castro e Camões Pereira Forjaz Coutinho Barreto de Sá Resende Magalhães, 4.º Visconde de Vila Nova de Souto de El-Rei), delegado-geral da Companhia de Seguros GAN (mais tarde Groupama) em Portugal e fundador da Companhia de Seguros A.C. Casal-Ribeiro, vereador da Câmara Municipal de Sintra, senhor da Quinta da Capucha; e de sua mulher D. Maria José de Jesus da Conceição de Figueiredo Cabral da Camara Pereira (dos Condes de Belmonte) (esta filha de Armando da Costa de Figueiredo Affonso Pereira, fundador do Banco de Cascais e delegado-geral do Banco Nacional Ultramarino, e de sua mulher Dona Maria de Malaquias Josefa Petra da Conceição de Figueiredo Cabral da Camara, esta filha de Dom Nuno José Severo Maria de Figueiredo Cabral da Camara, Coronel de Cavalaria e Governador de Diu, Índia Portuguesa, e Quelimane, Moçambique, neta paterna de Dom Vasco António Baltazar da Madre de Deus de Figueiredo Cabral da Camara, 3.° Conde de Belmonte, bisneta paterna de Nuno José Severo de Mendoça Rolim de Moura Barreto, 1.° Duque de Loulé e de sua mulher, a Sereníssima Infanta Senhora Dona Ana de Jesus Maria de Bragança e Bourbon, Infanta de Portugal, trineta paterna d'El-Rei o Senhor Dom João VI, Imperador do Brasil e Rei de Portugal e Algarves e de sua mulher, a Rainha Dona Carlota Joaquina, Infanta de Espanha) C. G. (seu filho, António do Cazal-Ribeiro de Carvalho Juzarte Rôlo, casado e C. G.).